# Теризидон
Теризидон — синтетичний протитуберкульозний препарат, що є похідним ізоксазолу, для прийому всередину.

## Фармакологічні властивості
Теризидон — синтетичний антибіотик, що є похідним ізоксазолу, широкого спектра дії. Препарат має бактеріостатичну дію, що обумовлена блокуванням ферменту, що перетворює аланін в аланін-аланін дипептид, що є основним компонентом клітинної стінки бактерій. До препарату чутливі такі мікроорганізми: туберкульозна паличка, атипові мікобактерії, стафілококи, стрептококи, Escherichia coli, сальмонелли, шиґели, клебсієли, Pseudomonas spp., нейсерії, Citrobacter spp., Enterobacter spp., Morganella morganii, частини Enterococcus spp., Candida albicans, а також рикетсії. У клінічній практиці має значення виключно активність до мікобактерій.

### Фармакокінетика
Теризидон при прийомі всередину добре і швидко всмоктується, біодоступність препарату складає 70-90%.Максимальна концентрація в крові препарату досягається протягом 2—4 годин. Високі концентрації теридизону створюються в легенях, жовчі, асцитичній рідині, плевральній рідині, синовіальній рідині, лімфі, спермі, сечі. Препарат добре проникає через гематоенцефалічний бар'єр. Теридизон проникає через плацентарний бар'єр та виділяється в грудне молоко. Метаболізується теридизон в печінці у мінімальній кількості. Виділяється препарат з організму переважно нирками в незміненому вигляді(60-70%), частина препарату виводиться з калом. Період напіввиведення теридизону становить 21 годину, цей час не змінюється при нирковій або печінковій недостатності.

## Показання до застосування
Теридизон застосовується при туберкульозі легень і позалегеневому туберкульозі (включаючи туберкульоз нирок і сечостатевих органів) при неефективності іншого лікування.

## Побічна дія
При застосуванні теридизону можуть спостерігатись наступні побічні ефекти:
- Алергічні реакції — рідко висипання на шкірі, свербіж шкіри.
- З боку травної системи — рідко нудота, печія, діарея, порушення функції печінки.
- З боку нервової системи — нечасто головний біль, тремор, запаморочення, дизартрія, сонливість, безсоння, агресивність; дуже рідко парези, манія, судоми, кома, суїцидальні спроби.
- З боку серцево-судинної системи — при застосуванні високих доз препарату (1—1,5 г/добу) можуть спостерігатися гостра серцева недостатність, загострення хронічної серцевої недостатності.
- Зміни в лабораторних аналізах — рідко анемія (включаючи сидеробластну та мегалобластну), підвищення рівня активності амінотрансфераз в крові.

## Протипокази
Теризидон протипоказаний при підвищеній чутливості до препарату, важкій нирковій недостатності, епілепсії, алкоголізмі, психозах. Препарат застосовується з обережністю при вагітності. Під час лікування теридизоном рекомендовано припинити годування грудьми. Препарат не застосовується в педіатричній практиці.

## Форми випуску
Теризидон випускається у вигляді желатинових капсул по 0,25 г. Теризидон випускається також у комбінації з піридоксином по 250 або 300 мг теризидону та 10 мг піридоксину.